# Beleuchtungskonzept
Im Beleuchtungskonzept (auch Lichtkonzept genannt) einer Inszenierung versucht der Lichtgestalter seine Sicht des inszenierten Werkes in Zusammenhang mit dem grundlegenden Regiekonzept durch die Planung der Lichtgestaltung festzulegen.
Dabei muss er sowohl inhaltliche, als auch psychologische, historische, wahrnehmungspsychologische und nicht zuletzt auch technische Aspekte beachten. Er sollte sich intensiv mit dem in der Geschichte der Gestaltung entstandenen Material beschäftigen, in Form von Ausstellungen, Kunst, Büchern.
Die Aufgabe der Erstellung des Beleuchtungskonzeptes verschiebt sich zunehmend vom Bühnenbildner auf spezialisierte Lichtgestalter.
Das Beleuchtungskonzept einer Inszenierung unterstreicht den Inhalt und die Handlung eines Bühnenstücks. Es kann dabei Darsteller und Räume hervorheben oder einzelne Teile der Bühne akzentuieren und zum Beispiel durch verschiedene Farbgebungen Stimmungen erschaffen. Das Beleuchtungskonzept kann nicht unabhängig vom Regiekonzept gesehen werden. Im Laufe der Erarbeitung des Beleuchtungskonzeptes finden daher zahlreiche Besprechungen mit dem beteiligten Bühnenbildner, dem Regisseur, dem Technischen Leiter und dem Beleuchtungsmeister statt. Dazu muss der Lichtgestalter seine Ideen sowohl verbal als auch visuell überzeugend präsentieren können.
Je nach Fachkunde des Lichtgestalters kann das Beleuchtungskonzept künstlerisch und inhaltlich sehr anspruchsvoll werden – ein guter Lichtgestalter kann von jedem Scheinwerfer sagen, warum er zu irgendeinem Zeitpunkt in gerade dieser Farbe und Helligkeit genau welchen Bereich erhellt.
Das Beleuchtungskonzept trägt, da die Bühnenbeleuchtung das Erscheinungsbild des Bühnenbildes maßgeblich beeinflusst, sehr zu Erfolg oder Misserfolg einer Inszenierung bei.
Der Begriff des Beleuchtungskonzept wird heute nicht mehr nur genutzt, um die Beleuchtung einer Inszenierung zu beschreiben. Auch die Ausleuchtung von Innenräumen gewerblicher und privater Natur wird als Beleuchtungskonzept bezeichnet.